# 센조촌
센조촌(千丈村)은 일본 에히메현 니시우와군에 설치되었던 촌이다. 현재의 야와타하마시의 일부에 해당한다.